# Sibinj
Sibinj es un municipio de Croacia en el condado de Brod-Posavina.

## Geografía
Se encuentra a una altitud de 114 m s. n. m. a 190 km de la capital nacional, Zagreb.

## Demografía
En el censo 2011 el total de población del municipio fue de 6895 habitantes, distribuidos en las siguientes localidades:
- Bartolovci - 737
- Brčino - 168
- Čelikovići - 60
- Gornji Andrijevci - 467
- Grgurevići - 122
- Grižići - 120
- Gromačnik- 556
- Jakačina Mala - 161
- Ravan - 161
- Sibinj - 2 424
- Slobodnica- 1 567
- Završje- 362

| Gráfica de población de Sibinj 1857-2011                            |
|                                                                     |
| Según los censos de población de la oficina estadística de Croacia. |